# سد وارسک
سد وارسک یک سد تمام بتونی است که بر روی رود کابل در دره پیشاور، تقریباً در ۳۰ کیلومتری شمال شرق شهر پیشاور در ولایت خیبر پختونخوای پاکستان واقع شده‌است.

## تاریخچه
سد ورسک تحت طرح کلمبو در دو مرحله و با تأمین مالی دولت کانادا تکمیل شد. مرحله اول در سال ۱۹۶۰ به پایان رسید که شامل ساختن سد، تونل‌های آبیاری و نصب چهار واحد تولید برق هر کدام با ظرفیت ۴۰ مگا وات با سیستم انتقال ۱۳۲ کیلو ولت بود. دو واحد دیگر ۴۸/۴۱ مگاواتی هر کدام در سالهای ۸۱–۱۹۸۰ در مرحله دوم اضافه شدند.

## ظرفیت
ظرفیت کامل پروژه هیدروپاور نصب شده سد ورسک بالغ بر ۲۴۳ مگا وات است. در ژوئن ۲۰۱۳ اداره آب و برق پاکستان تصمیم به اضافه نمودن یک نیروگاه ۵۲۵ مگاواتی به سد وارسک گرفت که ظرفیت کل تولیدی وارسک را به ۵۲۵ مگاوات افزایش خواهد داد. زمانی برای اتمام پروژه داده نشد.

## بالا بردن توان
آلمان مبلغ ۴۰ میلیون یورو برای بالا بردن توان ایستگاه هیدرو الکتریک وارسک، که بیش از نیم قرن پیش روی رود کابل در خیبر پختونخوای ساخته شد، به پاکستان وام خواهد داد. بنا بر گفته اداره آب و برق، این دومین بازسازی ایستگاه هیدروالکتریک وارسک خواهد بود. برنامه ریخته شده قرار است مشکلات بسیاری را حل کند این برنامه شامل باز پس‌گیری ظرفیت تلف شده ۳۰ مگا واتی با اعتبار تولید سالانه ۱۰۱۴۴ GWh خواهد بود. همچنین ارتقاء و مدرنیزه کردن سیستم قدیمی و ایجاد یک سیکل حیاتی دیگر برای ۳۰ تا ۴۰ سال را نیز شامل می‌شود. هزینه بازسازی فعلی را آلمان، فرانسه و اتحادیه اروپا تأمین خواهند کرد. اضافه کردن محل نیز در برنامه هست. برای بازسازی سد آلمان و فرانسه هر کدام ۴۰ میلیون یورو به پاکستان وام خواهند داد. هزینه کامل این پروژه ۱۶۲ میلیون یورو است که بانک توسعه آلمان، بانک سرمایه‌گذاری اروپا، آژانس فرانسه برای توسعه و دولت پاکستان نیز تأمین بخشی از آنرا به عهده دارند.